# Arlau-Klasse
Die Arlau-Klasse ist eine ab 2021 in Dienst gestellte Serie von umweltfreundlichen Autofähren auf dem Nord-Ostsee-Kanal. Sie soll die Fähren aus den 1950er und 1960er Jahren nach und nach ersetzen.

## Allgemeines
Der Auftrag für die ersten drei Neubauten wurde von der Generaldirektion Wasserstraßen und Schifffahrt im November 2018 an Baltic Workboats AS im estnischen Nasva vergeben. Die Schiffstaufe dieses ersten Loses erfolgte, ein Jahr später als ursprünglich geplant, am 29. Oktober 2021 in Hochdonn. Betrieben werden die Fähren vom Wasserstraßen- und Schifffahrtsamt Nord-Ostsee-Kanal.

## Beschreibung
Die Fähren sind mit einem integrierten elektrischen Antrieb ausgestattet, bei dem die Batterien zunächst von einem abgasnormierten Schiffsdieselmotor aufgeladen werden. In den kommenden Jahren soll die Aufladung durch einen Landstromanschluss möglich sein. Eine weitere Schadstoffminderung wird dadurch erreicht, dass die Fähren an den Fähranlegern mit einem neuen Verriegelungssystem festgehalten werden und der Antrieb während des Be- und Entladens abgeschaltet werden kann.
Die Fähren sind 30 m lang und 9,60 m breit. Mit zwei je 24 m langen und 2,85 m breiten Fahrspuren beträgt die Tragfähigkeit 45 tdw (Ladetonnen). Für Fußgänger und Radfahrer gibt es einen 17 m langen überdachten Aufenthaltsbereich.

## Einheiten
Die ersten drei Fähren sind nach Flüssen in Schleswig-Holstein benannt. Das Typschiff erhielt seinen Namen von der Arlau in Nordfriesland.
| Baunummer | ENI      | Name      | Baujahr | Fährstelle |
| --------- | -------- | --------- | ------- | ---------- |
| 90189     | 05043200 | Arlau     | 2021    | Hohenhörn  |
| 90190     | 05043210 | Alster    | 2021    | Hochdonn   |
| 90191     | 05043220 | Stecknitz | 2021    | Nobiskrug  |